# Giải quần vợt Pháp Mở rộng 2021 - Đôi nam xe lăn
Alfie Hewett và Gordon Reid là đương kim vô địch và bảo vệ thành công danh hiệu, đánh bại Stéphane Houdet và Nicolas Peifer trong trận chung kết, 6–3, 6–0.

## Hạt giống
1. Alfie Hewett /  Gordon Reid (Vô địch)
2. Stéphane Houdet /  Nicolas Peifer (Chung kết)

## Kết quả

### Từ viết tắt
| - Q = Vòng loại - WC = Đặc cách - LL = Thua cuộc may mắn - Alt = Thay thế - SE = Miễn đặc biệt | - PR = Bảo toàn thứ hạng - w/o = Thắng nhờ đối thủ rút lui trước trận đấu - r = Bỏ cuộc giữa trận đấu - d = Bị xử thua - SR = Xếp hạng đặc biệt |

### Chung kết
|  | Bán kết | Bán kết                          | Bán kết | Bán kết                        | Bán kết |   |                          | Chung kết | Chung kết | Chung kết | Chung kết | Chung kết |  |
|  |         |                                  |         |                                |         |   |                          |           |           |           |           |           |  |
|  | 1       | Alfie Hewett Gordon Reid         | 2       | 6                              | [10]    |   |                          |           |           |           |           |           |  |
|  | 1       | Alfie Hewett Gordon Reid         | 2       | 6                              | [10]    |   |                          |           |           |           |           |           |  |
|  |         | Gustavo Fernández Shingo Kunieda | 6       | 2                              | [8]     |   |                          |           |           |           |           |           |  |
|  |         | Gustavo Fernández Shingo Kunieda | 6       | 2                              | [8]     | 1 | Alfie Hewett Gordon Reid | 6         | 6         |           |           |           |  |
|  |         |                                  |         |                                |         | 1 | Alfie Hewett Gordon Reid | 6         | 6         |           |           |           |  |
|  |         |                                  | 2       | Stéphane Houdet Nicolas Peifer | 3       | 0 |                          |           |           |           |           |           |  |
|  |         | Frédéric Cattanéo Joachim Gérard | 2       | Stéphane Houdet Nicolas Peifer | 3       | 0 | 1                        | 4         |           |           |           |           |  |
|  |         |                                  |         |                                |         |   |                          | 4         |           |           |           |           |  |
|  | 2       | Stéphane Houdet Nicolas Peifer   | 6       | 6                              |         |   |                          |           |           |           |           |           |  |